# 魏应嘉
魏应嘉，字示周，号宾吾，又号易山，南直隶兴化县（今江苏省兴化市）人，祖籍湖州乌程县，明朝官员、学者、书法家。万历三十二年甲辰科（1604）进士，授汝寧府推官，官至兵部左侍郎。曾代祠孟庙，条陈三大案事。

## 生平
魏应嘉为万历三十二年（1604年）进士。三十三年八月授河南汝宁府推官。当地土豪祸害百姓，魏应嘉到任后立除之。三十七年十月回乡守制。四十年三月复除山东莱州府推官。升任兵科给事中，上书请立太子，又屡次上疏说明时务及辅臣失职状。改任刑科给事中,上疏请求放还宫女。天启初年，商议保留泰昌年号来继承大统，在明末三案中侃侃言无所顾畏。不久升任吏科都给事中（“小天官”），负责京察事宜。履职期满，升任太常寺少卿，作为钦差代祠孟庙，又历任大理寺右少卿、太仆寺卿、兵部左侍郎，不久以年老为由请求致仕。崇祯帝朱由检列举魏应嘉在边疆方面的功劳，有所恩赐，但是不再起用。魏应嘉在家乡闲居三十年，精研理学。岁饥，赴南京为乡人请命，变卖财产买进粮食赈济灾民。相传去世那天提前沐浴更衣，端坐而卒，当天仍然读诗作赋饮酒谈笑如常时。《咸丰重修兴化县志》有傳。

## 家族
魏氏一族出自浙江湖州乌程县，一世祖魏觉明有四子，第四子曰均实，元末入赘兴化城西草王庄缪氏，为始迁祖。自应嘉后成兴化望族，号为“兴化八大家”之一。魏应嘉乞休归里后居兴化城隍庙东，称“魏府”（在2001年被拆除，故址今兴化城区金星花园小区）。居家30年精修理学而终，葬于得胜湖畔其父墓旁。魏府管家荡朱人朱某代为守墓，穷其一生。由此，应嘉墓始称朱家舍，后改称“魏家舍”。魏家后代卒后大多葬于魏家舍祖坟地。
孙魏曰祁（字子传）、魏曰郁（字子质）兄弟康熙间同科成进士，同被签发任县令，尽职卒于任，兴化人在四牌楼为他们立“兄弟联芳”匾。
裔孙魏隽，字克三，亦字客三，以字行。别号白云使者。民初曾襄助李春芳八世孙、国学大师李详纂修《兴化县续志（梁志）》。魏克三久攻书画，尤善画兰，自创一格，人称“魏兰”，留名海内。其题句风格清新，寓意深远。书法则以行楷见长。克三先生1949年卒后葬于魏家舍西首，享年71岁。

## 著作

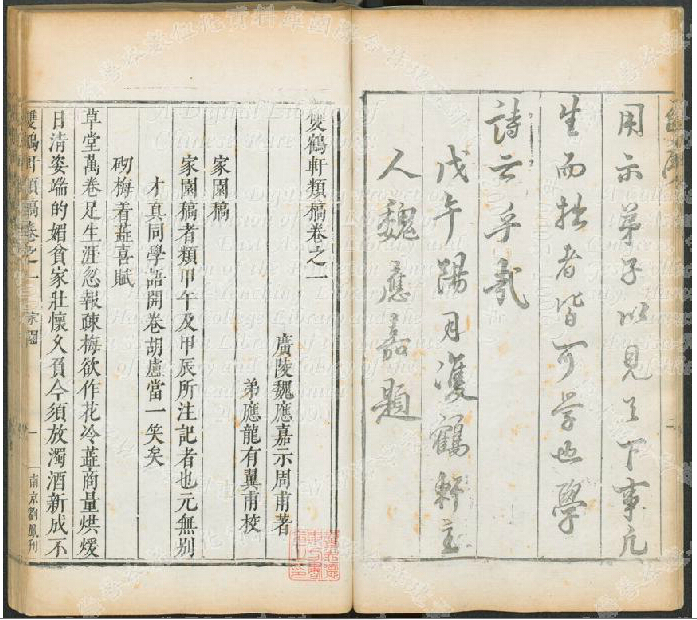
《双鹤轩类稿》书影，明魏应嘉撰

曾撰《纲目篡元》、《五云馆会艺》、《双鹤轩类稿》等。